# Diospyros sanza-minika
Diospyros sanza-minika är en tvåhjärtbladig växtart som beskrevs av Auguste Jean Baptiste Chevalier. Diospyros sanza-minika ingår i släktet Diospyros och familjen Ebenaceae. Inga underarter finns listade i Catalogue of Life.